# Jacinto Vera
|  | No s'ha de confondre amb Jacinto Vera (Montevideo). |

Jacinto Vera y Durán (Oceà Atlàntic, 3 de juliol de 1813 – Pan de Azúcar, 6 de maig de 1881) va ser un sacerdot catòlic uruguaià, vicari apostòlic entre 1859 i 1878 i el primer bisbe de Montevideo entre 1878 i 1881.

## Biografia
Nascut a Oceà Atlàntic, Vera era fill d'immigrants canaris que viatjaven cap a l'Uruguai. El 1841 va ser ordenat sacerdot a Buenos Aires pel bisbe d'aquella ciutat, Mon. Mariano José de Escalada. Més endavant seria nomenat vicari apostòlic de l'Uruguai el 1859. Sis anys després ocuparia el càrrec de bisbe de Megara.
El 13 de juliol de 1878 va ser nomenat primer bisbe de Montevideo. Va fundar el primer Seminari de Montevideo. Va morir el 1881 a Pan de Azúcar, al departament de Maldonado.
El barri de Jacinto Vera, a Montevideo, porta el seu nom. El poble de San Jacinto, al departament de Canelones, també porta aquest nom en memòria seva.